# Samuel Gordon Daily
Samuel Gordon Daily (*  1823 im Trimble County, Kentucky; † 15. August 1866 in New Orleans, Louisiana) war ein US-amerikanischer Politiker. Zwischen 1860 und 1865 vertrat er das Nebraska-Territorium als Delegierter im US-Repräsentantenhaus.

## Werdegang
Bereits 1824 zog der im Jahr zuvor in Kentucky geborene Samuel Daily mit seinen Eltern in das Jefferson County in Indiana. Dort besuchte er die öffentlichen Schulen und das Hanover College. Nach einem Jurastudium und seiner Zulassung als Rechtsanwalt begann er in Madison in seinem neuen Beruf zu arbeiten.
Daily wurde Mitglied der Free Soil Party, als deren Kandidat er sich erfolglos um einen Sitz in der Legislative von Indiana bemühte. Danach zog er nach Indianapolis, wo er im Böttchereigewerbe arbeitete. Im Jahr 1857 zog er in das Nebraska-Territorium. Er ließ sich in dem Ort Peru im Nemaha County nieder. Dort baute er am Ufer des Missouri River eine Sägemühle.
Inzwischen war Daily Mitglied der neugegründeten Republikanischen Partei geworden. Im Jahr 1858 wurde er in das territoriale Repräsentantenhaus gewählt. Bei den Kongresswahlen des Jahres 1858 war er Experience Estabrook unterlegen. Daily legte aber gegen das Wahlergebnis Widerspruch ein. Nachdem diesem stattgegeben worden war, konnte er am 18. Mai 1860 das Amt des Kongressdelegierten von Estabrook übernehmen. Er wurde bei den Wahlen der Jahre 1860 und 1862 jeweils bestätigt und verblieb bis zum 3. März 1865 im Kongress. Dort hatte er allerdings, wie alle Delegierten, kein Stimmrecht.
Nach seiner Zeit im Kongress wurde Daily von Präsident Abraham Lincoln zum stellvertretenden Leiter der Zollbehörde im Hafen von New Orleans ernannt. Dieses Amt bekleidete er bis zu seinem Tod im August 1866.